# Halberstädter Straße 90 (Magdeburg)

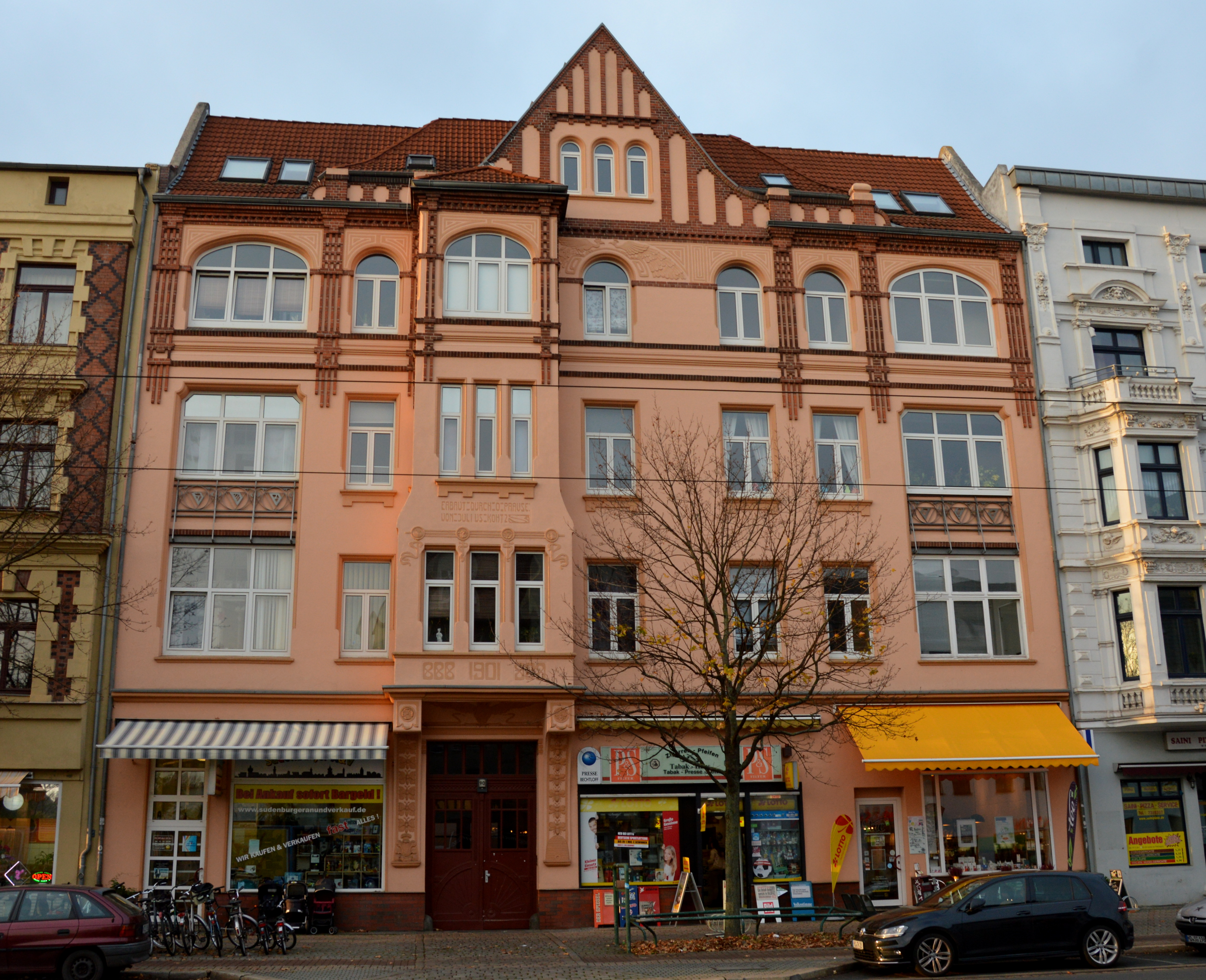
Haus Halberstädter Straße 90, 2017

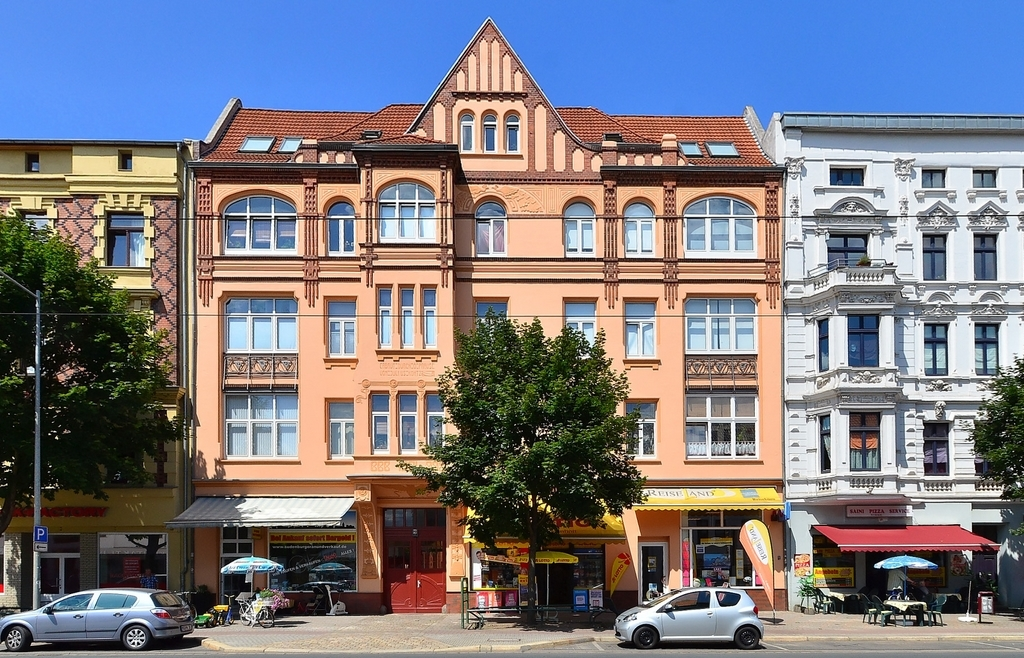
2013

Das Haus Halberstädter Straße 90 ist ein denkmalgeschütztes Gebäude im Magdeburger Stadtteil Sudenburg in Sachsen-Anhalt.

## Lage
Es befindet sich auf der Nordseite der Halberstädter Straße. Unmittelbar westlich grenzt das gleichfalls denkmalgeschützte Haus Halberstädter Straße 92, östlich das Eckgebäude Braunschweiger Straße 108, Halberstädter Straße 88 an.

## Architektur und Geschichte
Das viergeschossige verputzte Wohn- und Geschäftshaus wurde im Jahr 1901 vom Architekten Julius Kohtz für den Bauherren O. Prause errichtet. Die Fassade des repräsentativ gestalteten Baus ist mittels Ziegelelementen gegliedert. Das oberste Geschoss wird durch ein deutlich profiliertes Gesims von den unteren Stockwerken abgegrenzt. Die Fenster sind in dieser Etage als Rund- bzw. Korbbögen ausgeführt. Auf der linken Fassadenseite befindet sich vor den Obergeschossen ein Kastenerker. Er ist, wie auch Fensterbrüstungen in den äußeren Achsen, mit floralen und bänderartigen Stuckverzierungen geschmückt. Bekrönt wird die Fassade von einem mittig angeordneten Giebelhaus. Der Hauseingang befindet sich unterhalb des Erkers und ist als Portal mit seitlich angeordneten langen Konsolsteinen gestaltet. Im Erdgeschoss sind drei Ladengeschäfte angeordnet.
Das Haus gilt im Zusammenhang mit der Umgebungsbebauung als städtebaulich bedeutsam.
Im örtlichen Denkmalverzeichnis ist das Wohn- und Geschäftshaus unter der Erfassungsnummer 094 81977 als Baudenkmal verzeichnet.